# Igreja Presbiteriana do Brasil
A Igreja Presbiteriana do Brasil é uma igreja protestante de orientação calvinista. Foi fundada em 1862 pelo missionário norte-americano Ashbel Green Simonton, que chegou ao Rio de Janeiro no dia 12 de agosto de 1859. É a 10.ª maior denominação protestante e a maior denominação presbiteriana e reformada do país. Igualmente, ocupa a 18.ª posição entre as maiores denominações presbiterianas do mundo. Em 2021 tinha aproximadamente 702.947 membros, distribuídos em mais de 5.420 igrejas locais e congregações em todo o Brasil.

## História

### Missões iniciais no Sudeste e Centro-Oeste

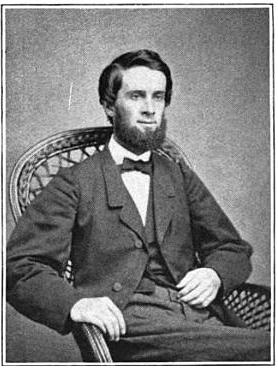
Reverendo Ashbel Green Simonton, missionário fundador da Igreja Presbiteriana do Brasil.

O surgimento do presbiterianismo no Brasil resultou do trabalho missionário do americano Ashbel Green Simonton (1833-1867). Nascido em Hanover, Pensilvânia, estudou em Nova Jersey e inicialmente pensou em se tornar um professor ou um advogado. Todavia, devido à influência de um renascimento religioso em 1855, ele entrou no Seminário Teológico de Princeton. Um sermão pregado pelo professor Charles Hodge fez considerar se tornar um missionário, e três anos mais tarde, ofereceu-se ao Conselho Missões da Igreja Presbiteriana nos Estados Unidos da América, nomeando o Brasil como seu destino preferido. Dois meses depois de ser ordenado, embarcou para o Brasil, onde chegou em 12 de agosto de 1859, com 26 anos. Em abril de 1860, Simonton realizou seu primeiro culto em português. Em janeiro de 1862, os primeiros convertidos professaram sua fé na Igreja Presbiteriana do Rio de Janeiro que foi então formalmente organizada. Também fundou o primeiro jornal brasileiro Protestante (Imprensa Evangélica) em 1864 e supervisionou a criação do primeiro presbitério (Presbitério do Rio de Janeiro) em 1865 e seminário (1867). Morreu de febre amarela aos 34 anos, em 1867 — sua esposa, Helen Murdoch, falecera três anos antes.

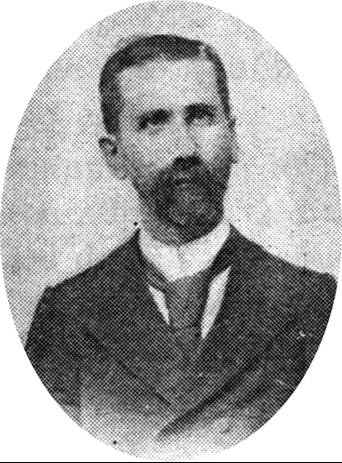
Reverendo Belmiro César

O ex-padre José Manoel da Conceição (1822-1873), foi o primeiro brasileiro a ser ordenado ministro protestante, em 1865. Visitou incansavelmente dezenas de vilas e cidades no interior de São Paulo, Vale do Paraíba e sul de Minas, pregando e fundando comunidades. O ano de 1869 marca uma nova etapa na história da IPB por ser o ano da chegada dos missionários da Igreja Presbiteriana nos Estados Unidos (Conhecida como Igreja Presbiteriana do Sul, por sua separação, nesta época, em virtude dos problemas políticos enfrentados nos Estados Unidos, da Igreja Presbiteriana nos Estados Unidos da América, que era conhecida como Igreja Presbiteriana do Norte).
Os primeiros missionários da Igreja do Sul dos Estados Unidos a virem para o Brasil foram George Nash Morton e Edward Lane. Seu trabalho concentrou-se no interior de São Paulo, tendo fundado, em 1870, a Igreja Presbiteriana de Campinas. As regiões da Mogiana, o oeste de Minas Gerais, o Triângulo Mineiro e o sul de Goiás foram atingidos por outros missionários que os seguiram, dentre eles o Rev. John Boyle. Tanto Lane quanto Boyle tiveram a colaboração do evangelista e colportor alemão Jacob Philip Wingerter, que residira muitos anos nos Estados Unidos e veio para o Brasil com imigrantes sulistas em 1867, radicando-se inicialmente em Santa Bárbara D'Oeste (SP), vinculando-se em seguida à Missão de Nashville.  Wingerter foi presbítero da Igreja de Mogi-Mirim, tendo visitado muitos locais na Mogiana, Triângulo Mineiro, Paracatu e Goiás. Fez diversas viagens de evangelização na companhia dos revs. John W. Dabney, John Boyle, Delfino Teixeira e Miguel Torres.
Durante este período, a missão da Igreja Presbiteriana nos Estados Unidos da América consolidava-se no restante do país. Um dos grandes eventos deste período foi a fundação da Escola Americana, em 1870, por George Chamberlain e sua esposa, Mary Chamberlain. A Escola Americana, mais tarde, passaria a se chamar Mackenzie College, chegando a ser o conhecido Instituto Presbiteriano Mackenzie, que abriga, dentre outras instituições, a Universidade Presbiteriana Mackenzie.

### Expansão para o Norte e Nordeste
A expansão da IPB no norte e no nordeste do país deve-se ao trabalho pioneiro dos missionários da Igreja Presbiteriana nos Estados Unidos da América (Igreja Presbiteriana do Norte). Dentre os muitos nomes deste período fulguram o do missionário John Rockwell Smith, que fundou a Primeira Igreja Presbiteriana do Recife, em 1878, e o Rev. Belmiro de Araújo César, um dos primeiros e mais conhecidos pastores brasileiros do nordeste.

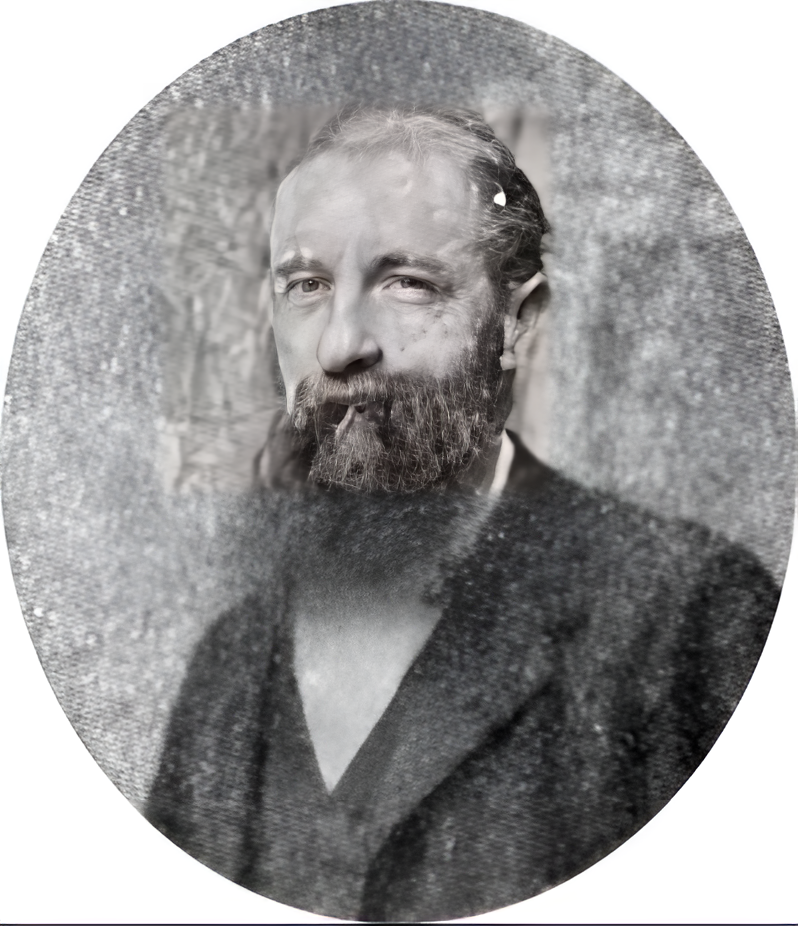
Reverendo George Chamberlain

Alguns novos pastores brasileiros são ordenados nesses anos, como Manuel Antônio de Menezes, Delfino dos Anjos Teixeira, José Zacarias de Miranda e Caetano Nogueira Júnior. Um dos grandes nomes, no entanto, viria a ser o do Rev. Eduardo Carlos Pereira, que se celebrizou por sua liderança, bem como por sua atuação no campo educational, com a produção de livros didáticos, especialmente no campo da Gramática. Liderou o movimento de cisão, que cumulou-se, em julho de 1903, com o surgimento da Igreja Presbiteriana Independente do Brasil, a IPIB, dissidente da IPB.

### Autonomia e cisões
Em setembro de 1888 organizou-se o Sínodo da Igreja Presbiteriana do Brasil; assim, tornou-se autônoma, desligando-se das igrejas norte-americanas. Depois da Proclamação da República, nasceu um movimento nacionalista no seio da IPB, em que pastores brasileiros se manifestaram contrários à presença intensiva e interferência de missionários americanos, gerando um cisma que levou à fundação da Igreja Presbiteriana Independente do Brasil (IPIB). Outro motivo apontado pelos fundadores da IPIB foi a incompatibilidade da fé cristã com a maçonaria, o que, na época, não foi reconhecido pela IPB.
Um grande líder do começo do século XX foi o reverendo Erasmo Braga. O Presidente da República Café Filho era presbiteriano e frequentava a Primeira Igreja Presbiteriana de Natal.

### Outros grupos presbiterianos e dissidentes da IPB e IPIB
Em 1940 um grupo conservador separou-se da Igreja Presbiteriana Independente do Brasil (IPIB) e formou a Igreja Presbiteriana Conservadora do Brasil, após conflitos sobre a eternidade do inferno e nomeação de comissão para mudança de confissão na IPIB.
Em 1956 um grupo ligado ao Reverendo Israel Gueiros separou-se da IPB por uma controvérsia sobre o Seminário Presbiteriano do Norte, formando a Igreja Presbiteriana Fundamentalista do Brasil.
No fim da década de 1960 o Movimento de Renovação Espiritual ganha força no Estado do Espírito Santo, influenciando, principalmente, parte da membresia em Vila Velha. Em 1968, Gedelti Victalino Teixeira Gueiros e seu pai, Abílio Teixeira Gueiros, comandaram um grupo dissidente da Primeira Igreja Presbiteriana do Brasil em Vila Velha, que deu origem à Igreja Cristã Maranata.
Em 1968, foi fundada a Igreja Cristã Presbiteriana, por um grupo dissidente da IPB, que adotou a doutrina pentecostal. Em 1972, um grupo dissidente da IPIB também adotou a doutrina pentecostal e formou a Igreja Presbiteriana Independente Renovada. Ambas as igrejas se uniram em 1975, formando a atual Igreja Presbiteriana Renovada do Brasil.
No ano de 1978, iniciado também no Estado do Espírito Santo, um grupo apoiador da ordenação feminina e ecumenismo separou-se também da IPB formando a Igreja Presbiteriana Unida do Brasil (veja mais em Terceira cisão: Eleição para o Supremo Concílio, Igreja Presbiteriana Unida do Brasil e Rev. Breder).
Em 2000, um grupo dissidente da IPB formou a Igreja Presbiteriana Reformada do Brasil em Caratinga, Minas Gerais.
Simultaneamente, grupos vindos de outros países se estabeleceram no Brasil, tais como a Igreja Presbiteriana Reformada - Presbitério de Hanover, Igreja Presbiteriana Coreana Americana e Igreja Presbiteriana de Formosa no Brasil.
A Missão Evangélica Caiuá, mantida pelos esforços conjuntos da IPB e IPIB, resultou na fundação da Igreja Indígena Presbiteriana do Brasil.

### Tentativas de reunificação da IPB e IPIB

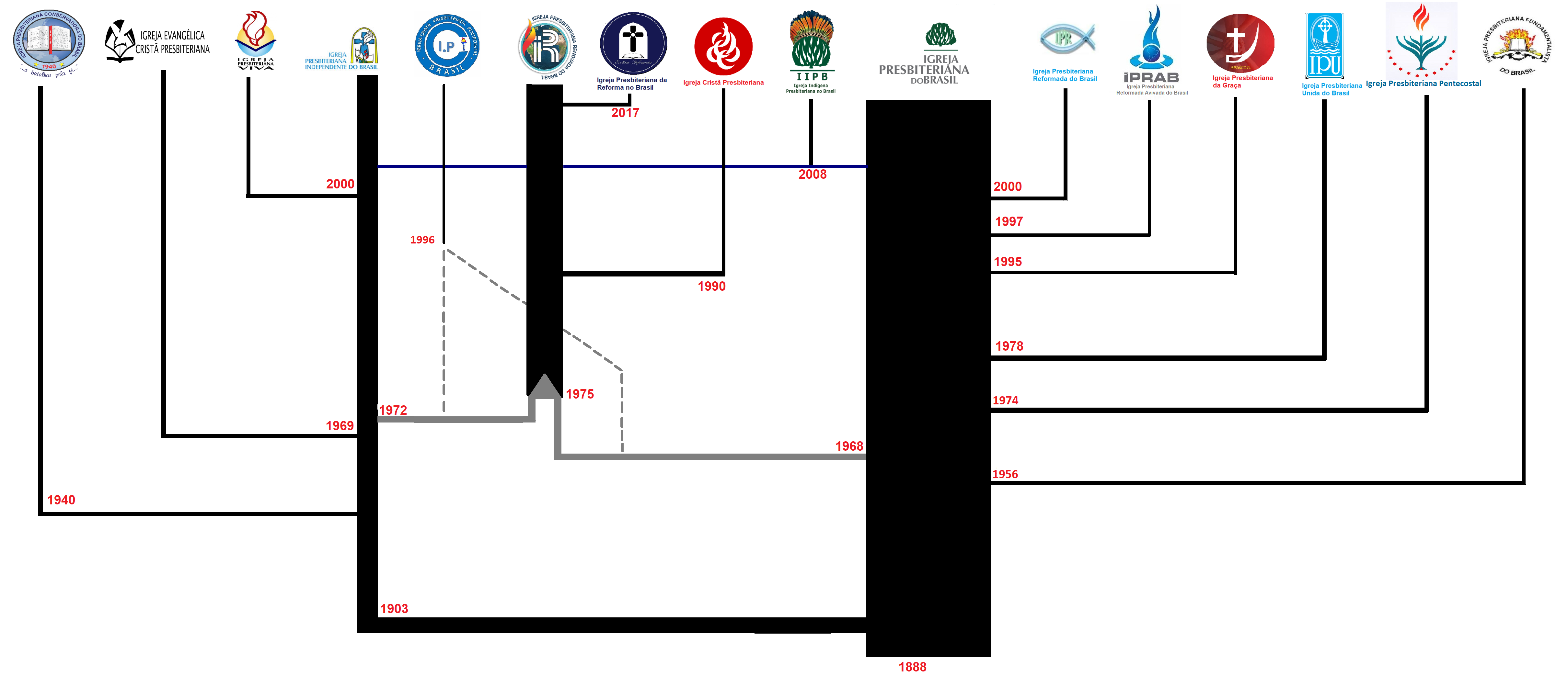
Árvore de denominações dissidentes da Igreja Presbiteriana do Brasil. As linhas de cor cinza representam denominações extintas

A partir de 1916 as relações entre IPB e IPIB foram restabelecidas.
Em 1948 a IPB e IPIB formaram uma comissão que visava a reaproximação das denominações.
A Igreja Presbiteriana do Brasil desligou-se completamente da Igreja Presbiteriana (EUA) na década de 1980 e reconheceu a incompatibilidade da maçonaria com a fé cristã em 2006, confirmada em 2010. Tais fatos poderiam conduzir uma reaproximação entre as denominações. Todavia, muitas diferenças surgiram nos mais de 100 anos de separação entre a IPB e IPI. A primeira é, no Século XXI, muito mais conservadora que a segunda.   IPB não admite ordenação de mulheres, é majoritariamente cessacionista,
 é contra o ecumenismo do Concílio Mundial das Igrejas e da Comunhão Mundial das Igrejas Reformadas e possui posicionamentos mais rígidos quanto a questões morais como o casamento e divórcio, o que torna as diferenças entre as duas denominações bem maiores atualmente do que na época da separação.

### Igreja Presbiteriana do Brasil no Século XXI

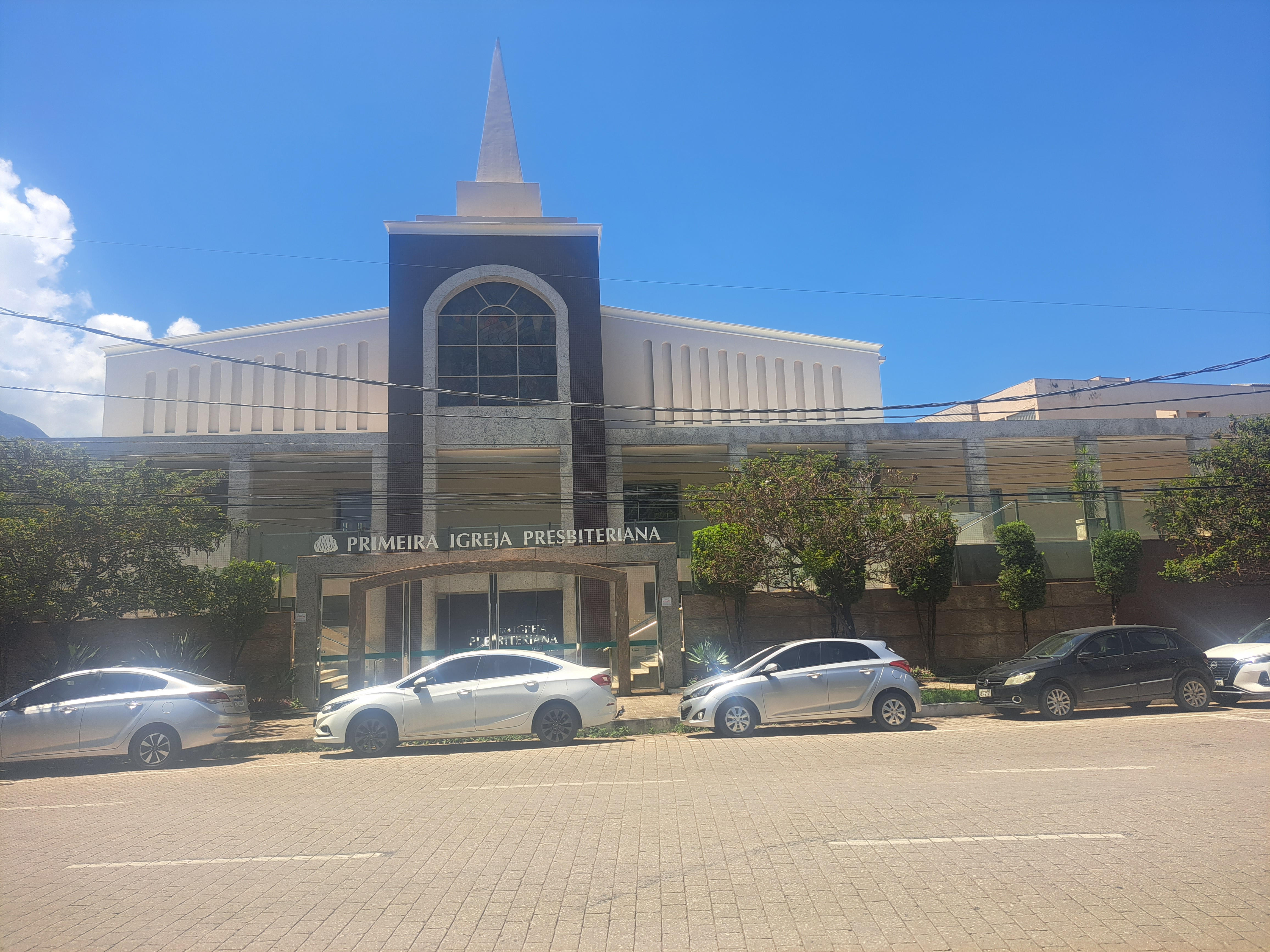
Fachada do templo da Primeira Igreja Presbiteriana de Governador Valadares

O órgão oficial da IPB é, desde seu primeiro centenário (1959), o Jornal Brasil Presbiteriano.
Em 2003, a Igreja Presbiteriana do Brasil tinha aproximadamente 3.840 igrejas locais, excluindo-se as congregações, 263 presbitérios, 64 sínodos, 2 660 pastores e 503 500 membros, sendo 370 500 membros comungantes (que participam da Santa Ceia) e 133 000 membros não-comungantes, estando presente em todos os estados da federação. Segundo estimativa de 2016, a IPB era composta por 2 805 igrejas, 2 263 congregações (totalizando 5 068 locais de culto), 4 447 pastores e 649 510 membros.
Em 2022, a denominação divulgou suas mais recentes estatísticas, referentes ao ano de 2021, nas quais informou ter 702.947 membros, 5.420 igrejas e congregações e 4.915 pastores.
Em abril de 2025 a denominação era formada por 94 sínodos e 390 presbitérios.

## Estrutura

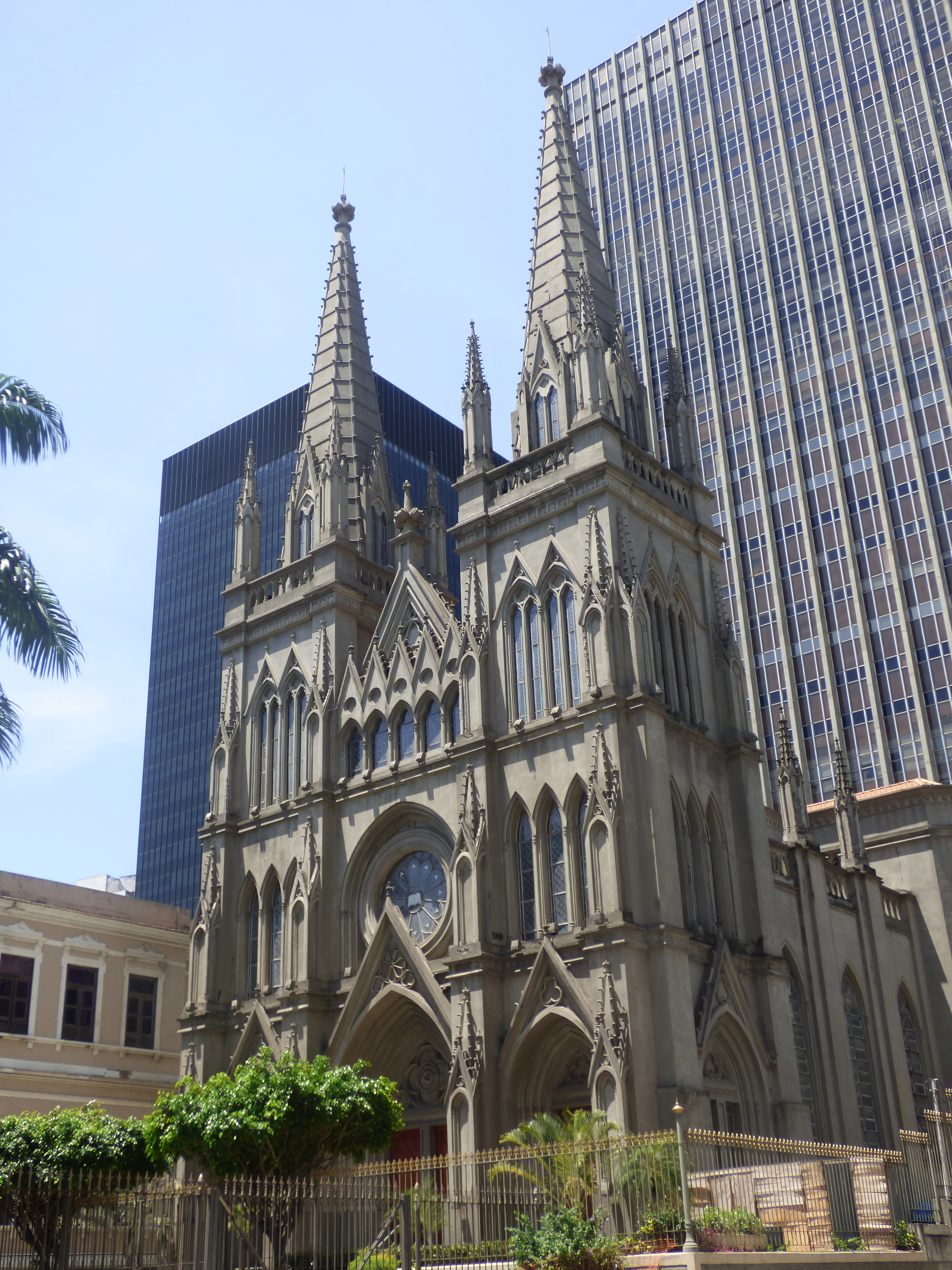
Igreja Presbiteriana no Rio de Janeiro. De arquitetura neogótica, é patrimônio histórico da cidade.

O governo presbiteriano é uma forma de organização da Igreja que se caracteriza pelo governo de uma assembleia de presbíteros ou anciãos que são eleitos pela assembleia dos membros da igreja.
A função do ministério da Palavra de Deus e a administração dos sacramentos é ordinariamente atribuída a uma pessoa em cada congregação local, os chamados pastores, que são ministros do Evangelho, formados nos seminários da Igreja Presbiteriana do Brasil e ordenados após rigoroso processo de exames.
A administração da ordenação e legislação está a cargo das assembleias de presbíteros, entre os quais os ministros e outros anciãos são participantes de igual importância, com algumas funções privativas aos pastores, como a ministração dos Sacramentos previstos na Bíblia: Batismo e Santa Ceia. Estas assembleias são chamadas concílios.
Os concílios da Igreja Presbiteriana do Brasil crescem em gradação hierárquica. Cada igreja local tem o seu concílio, chamado de Conselho, que se reúne ordinariamente a cada dois meses. As igrejas de uma determinada região compõem um concílio maior chamado Presbitério, com assembleias anuais. Os Presbitérios, por sua vez, compõem um Sínodo, com reuniões ordinárias a cada dois anos. O concílio maior da Igreja Presbiteriana do Brasil é o Supremo Concílio, reunindo todos os Sínodos. Esta reúne-se, estatutariamente, a cada quatro anos, tendo sua Comissão Executiva a determinação legal de se reunir anualmente.
Cada igreja local se divide em departamentos que organizam as atividades de cada faixa etária: UCP (União de Crianças Presbiterianas), UPA (União Presbiteriana de Adolescentes), UMP (União de Mocidade Presbiteriana), UPH (União Presbiteriana dos Homens) e SAF (Sociedade Auxiliadora Feminina). Há outras sociedades que são criadas porém ainda sem oficialização pela IPB.

## Doutrina

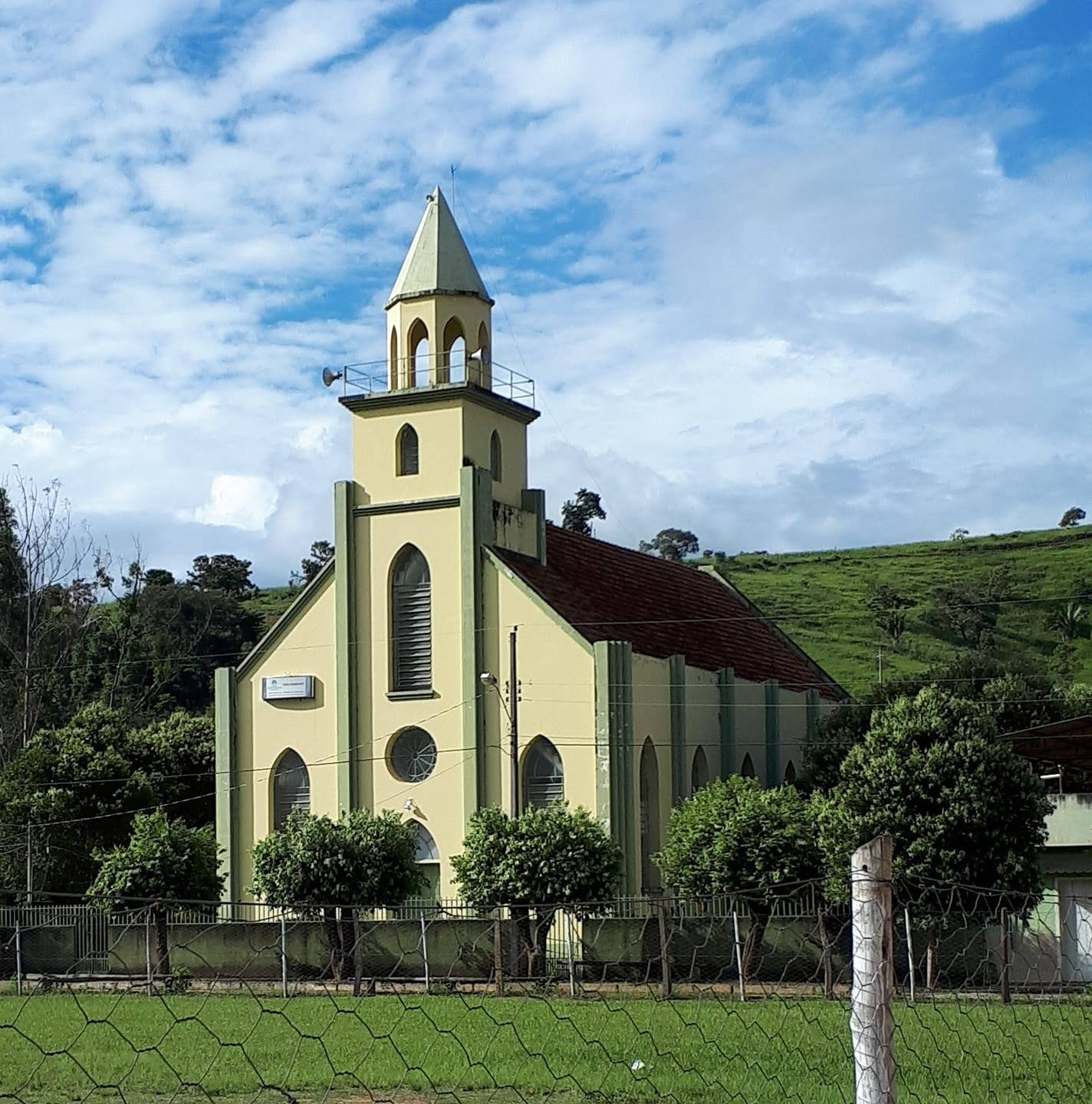
Igreja presbiteriana em Inhapim, Minas Gerais.

A Igreja Presbiteriana do Brasil (IPB) é uma denominação reformada, portanto, crê que a Bíblia é a única regra de fé e prática, fonte de toda doutrina ensinada na igreja. Todavia, a IPB subscreve os Símbolos de Westminster: (Confissão de Fé de Westminster (CFW), Catecismo Maior de Westminster e Breve Catecismo de Westminster) que considera ser exposição fiel das Sagradas Escrituras. Tais confissões são modificáveis, caso a igreja perceba erros em suas declarações e não são vistas como sagradas ou inspiradas por Deus.
Entre as doutrinas expressas na CFW estão as doutrinas da: Trindade; Diofisismo; Predestinação; Graça Comum; Divina Providência; Queda e Pecado original; Depravação Total; Vocação eficaz; Expiação eficaz; Eleição Incondicional; Perseverança dos santos; Justificação pela fé; Ordo salutis reformada; Dois sacramentos (Batismo e Eucaristia) e a Guarda do Domingo como "sábado cristão". Além disso, a CFW expressa uma visão positiva da Lei de Deus, afirmando que embora não seja possível que os homens a cumpram integralmente, ela é o padrão que revela o caráter de Deus e deve ser observada por todos os cristãos. O Evangelho não anula a Lei. Assim, embora o homem não possa ser salvo por cumprir a Lei, ele deve obedecê-la por ser a revelação da vontade de Deus para os homens.
A CFW também afirma que todo poder é instituído por Deus, e portanto os cristãos devem obedecer os magistrados. Todavia, não pode o poder político interferir na igreja, seus sacramentos, cultos e ordens. A Confissão se opõe a bigamia, define casamento como relação apenas possível entre homem e mulher e só admite divórcio em caso de adultério e deserção irremediáveis. O sistema de governo presbiteriano é também definido na Confissão, regulando-se por sínodos e concílios.

## Posicionamentos

### Política
Em 2022, o Supremo Concílio da IPB reafirmou que "o comunismo ateu e materialista" é incompatível com a fé cristã. Todavia, a denominação não proibiu a participação de seus membros e pastores em nenhum partido político, por entender que não é função institucional da igreja discutir ou determinar sobre assuntos que não sejam eclesiásticos, de acordo com o capítulo XXI, inciso IV, da Confissão de Fé de Westminster. Além disso, a denominação estabeleceu que qualquer pastor que queira se candidatar a cargo político eletivo deve pedir licença ao presbitério ao qual está vinculado, deixando assim de exercer o ofício pastoral para se dedicar à campanha eleitoral.

### Aborto
A IPB se opõe à prática e à legalização da prática de aborto, entendendo que a vida inicia-se na fecundação. O único caso de aborto considerado permitido pela Fé Cristã, segundo a igreja, é o aborto terapêutico, quando a continuação da gestação possivelmente levaria à morte da gestante.

### Homossexualidade
A denominação publicou carta em 2007 contra projeto de lei que consideraria toda manifestação contra a homossexualidade ato criminoso, visto o entendimento que as práticas homossexuais são pecaminosas e contrárias aos princípios cristãos e às Escrituras Sagradas. A denominação entende que a proibição de manifestação contrária à homossexualidade fere a liberdade religiosa e liberdade de expressão garantida pela Constituição da República Federativa do Brasil.

### Liturgia
O Supremo Concilio da IPB decidiu em 2010 proibir a prática de teatro ou dança no culto público, entendendo que ferem os princípios ordenados nas Escrituras.

### Pregação
O Supremo Concílio da IPB de 2010 reafirmou a proibição da concessão de palavra ou divulgação de qualquer ensino nas suas igreja a qualquer pessoa que não subscreva a Confissão de Fé de Westminster, Catecismo Maior de Westminster e Breve Catecismo de Westminster.

### Maçonaria
Desde o Supremo Concílio de 2006 a Igreja Presbiteriana do Brasil considera a fé cristã incompatível com a Maçonaria; contudo, os membros que anteriormente estavam vinculados à instituição tiveram prazo para se desligarem da mesma. Novos membros não são aceitos se vinculados à Maçonaria. A decisão foi confirmada no Supremo Concílio de 2010.

### Igrejas em células e G12
Em 2012 a IPB também se posicionou contra o movimento de "igrejas em células", considerando-o incompatível com a eclesiologia presbiteriana e uma derivação do G12, outro movimento que a denominação considera incompatível com sua eclesiologia desde 2000.

### Restrição à participação das mulheres no culto público e proibição da ordenação de mulheres
Em 2012, a Comissão Executiva do Supremo Concílio (CE SC) da IPB permitiu que mulheres pregassem em culto público, desde que o fizessem em caráter excepcional, sob autoridade do pastor e sem que tenham sido ordenadas para o ministério. Em 2013 a decisão foi questionada, mas reafirmada.
Na reunião do Supremo Concílio da IPB de 2014 foi questionada a competência da Comissão Executiva para decidir sobre a matéria e informado que seria necessário nomear comissão que esclarecesse o significado da pergunta 158 do Catecismo Maior de Westminster quanto à possibilidade de mulheres pregarem. A comissão foi formada, revogadas as decisões da Comissão Executiva e definido que a decisão final sobre o assunto seria tomada no Supremo Concílio de 2018.
Em 2018, o Supremo Concílio (SC) da Igreja Presbiteriana do Brasil declarou que só era permitido que mulheres pregassem em situações excepcionais, sejam estas na ausência de oficiais (pastor, presbítero e diácono) e apenas sob a supervisão de um pastor. Na mesma decisão, o SC reafirmou a proibição da ordenação de mulheres a qualquer ofício (pastoras, presbíteras ou diaconisas) e proibiu que mulheres ordenadas em qualquer outra denominação preguem na IPB.
Em 2022, as decisões anteriores foram revogadas. O Supremo Concílio da denominação decidiu que a pregação em culto público é prerrogativa dos ministros ordenados (pastores). Além disso afirmou-se que, excepcionalmente, é permitida a pregação de presbíteros e candidatos ao ministério (seminaristas), além dos membros licenciados (em processo de ordenação ao ministério pastoral).
Na mesma decisão, foi determinado que em campos missionários em que mulheres estivessem atuando como missionárias, o órgão ou igreja responsável deveria providenciar um pastor, presbítero ou candidato ao ministério para assumir a liderança da missão. Foi reconhecida a possibilidade de mulheres auxiliarem no trabalho missionário, evangelístico e educacional da igreja, desde que não exerçam a pregação em culto solene.
Também em 2022, foi proibido que mulheres participem da distribuição dos elementos da Ceia do Senhor em qualquer circunstância.

### Unção com óleo
Em 2018 o Supremo Concílio da IPB se posicionou proibindo a unção com óleo em qualquer hipótese em suas igrejas. A decisão revogou o entendimento de 2014 que permitiu a prática da unção com óleo, reconhecendo que a instrução bíblica da unção com óleo na Epístola de Tiago é medicinal e não um rito litúrgica cerimonial ou sacramental.

### Casamento e União Estável
A denominação só reconhece o casamento entre homem e mulher. Além disso, em regra, pessoas em união estável não são recebidas como membros, a menos que se casem. Todavia, excepcionalmente, podem ser recebidos como membros pessoas que vivem em união estável, desde que o companheiro (a) da pessoa que deseja ser admitida como membro seja descrente e se recuse a se casar. Todavia, a admissão nessa hipótese depende da aprovação do conselho da igreja local.
Em 2018 o Supremo Concílio da IPB se posicionou proibindo casamento entre parentes colaterais em terceiro grau (tios e sobrinhos), considerando tal casamento proibido biblicamente.

### Casamento misto
A denominação entende que casamentos já registrados no Cartório de Registro Civil podem ser abençoados pelos pastores, independentemente de ser um casamento misto ou um casamento entre não cristãos, por entender que o casamento não é um sacramento, mas algo direcionado para toda a humanidade. Todavia, a denominação proíbe a realização de casamento misto conjuntamente por seus pastores e sacerdotes romanos.

### Batismo com o Espírito Santo e dom de línguas
Em carta pastoral, enviada em 1995 a todos os ministros, a IPB orientou seus pastores no sentido de que o dom de línguas da Bíblia refere-se a idiomas humanos. Todavia, disse que não há evidências bíblicas de que o dom teria de cessar ou continuar após o período apostólico. Sendo assim, não afirmou a posição Cessacionista ou Continuísta. A carta, contudo, afirma que o dom descrito na Bíblia é para edificação da Igreja, juízo dos ímpios e comunicação da universalidade da Igreja. A carta reconheceu que a prática contemporânea das línguas geralmente não se adequa a descrição bíblica. A Igreja afirmou que, sob uma ótica teológica, Deus pode conceder o dom em qualquer momento da história, mas informou que toda experiência deve ser testada à luz da Bíblia e não há evidências do exercício do dom na comtemporaniedade que se adeque a descrição bíblica.
Na mesma carta, a IPB disse que o batismo com o Espírito Santo não é uma "segunda benção", posterior a conversão, mas sim uma graça disponível a todos os cristãos, que os capacita a crer no Evangelho, coincidindo com a regeneração e conversão.

### Apóstolos e Profetas
O Supremo Concílio da IPB declarou, em 2010, que apóstolos e profetas eram títulos aplicáveis apenas no período apostólico, proibindo que qualquer igreja reconheça ou adote tais títulos para seus líderes.

### Subscrição à Confissão de Fé de Westminster
Em 2022, o Supremo Concílio da Igreja Presbiteriana do Brasil decidiu que era exigido de todos os seus membros comungantes a subscrição integral da Confissão de Fé de Westminster, Catecismo Maior de Westminster e Breve Catecismo de Westminster, de maneira que a oposição a estes documentos, ainda que parcial, desqualifica o candidato à admissão como membro.

### Litígios judicias entre membros
Em 2022 a denominação declarou que o membro, oficial, igreja ou concílio que,
"antes de esgotarem os meios e recursos inerentes à jurisdição eclesiástica, buscam o Poder Judiciário para solucionar litígios entre si" incorrem em falta e estão sujeitos à disciplina eclesiástica. Sendo assim, todos os oficiais, membros, igrejas e conselhos devem buscar solucionar seus litígios dentro do âmbito da denominação antes de buscar o Poder Judiciário.
Todavia, a denominação também decidiu que "em situações excepcionais, nas quais a natureza da ofensa, ainda que sujeita à jurisdição eclesiástica, também exija o uso da força estatal para cumprimento da lei, a autoridade pública poderá ser chamada a intervir por deter a prerrogativa do uso da espada".

## Adoração
As regras gerais sobre as práticas de culto público da igreja são colocados nos Princípios da Liturgia (PL), que se apresentam como um diretório de Adoração. Artigos 7º e 8º do PL leia-se:
Artigo 7º O serviço do culto público é um ato religioso, através do qual o povo de Deus adora o seu Senhor, entra em comunhão com Ele, fazendo confissão dos pecados e buscar, através da mediação de Jesus Cristo, o perdão, a santificação da vida e espiritual crescimento. É uma ocasião apropriada para a proclamação da mensagem redentora do Evangelho de Cristo e da doutrinação e comunhão dos santos.
Artigo 8º O serviço do culto público é normalmente [composto] da leitura da Palavra de Deus, pregar, cantar sagrado, oração e ofertas. A ministração dos Sacramentos, quando realizada durante o serviço, é parte dela.
A Constituição da Igreja afirma que a supervisão da liturgia e adoração práticas da congregação local é a responsabilidade e prerrogativa privativa do ministro da Palavra e dos Sacramentos (pastor), que é livre para organizar os elementos do serviço que julgar mais edificante para a congregação, desde que práticas de culto não entrem em conflito com as normas doutrinais da igreja.
Em 2022, o Supremo Concílio da IPB, publicou a "Carta Pastoral Sobre Práticas Chamadas Neopuritanas".
Na carta, a denominação informou que é permitida certa diversidade em prática cúlticas em suas igrejas. Foi decidido que é do ministro (pastor), sob supervisão do Conselho da Igreja e do Presbitério, a responsabilidade pela condução da liturgia. Sendo assim, a prática da salmodia exclusiva ou não, o uso de instrumentos ou não e o uso de corais, grupos de louvor ou não, eram assuntos nos quais suas igrejas poderiam variar livremente.
Todavia, foi decidido que os pastores não podem tirar ou acrescentar nenhum dos seguintes elementos de culto: oração, leitura e pregação da Bíblia, os cânticos, ministração e recebimento dos sacramentos e ações de graças. Outro ponto importante da carta foi reafirmar que a IPB exige de seus pastores a subscrição integral de todas as doutrinas da Confissão de Fé de Westminster, de forma que qualquer ato cúltico contrário a tais padrões doutrinários devem ser objeto de disciplina por parte dos Presbitérios.
Em um breve ensaio, o Rev. Christian S. Bittencourt, ex-professor de Teologia da Adoração no Seminário Teológico Presbiteriano Reverendo Ashbel Green Simonton no Rio de Janeiro, afirmou que há pelo menos quatro grupos litúrgicos distintos no presbiterianismo brasileiro: tradicionais conservadores (conservadores da velha escola); evangélicos carismáticos; tradicionais históricos (conservadores neo-ortodoxos) e neopuritanos (ou ultrapuritanos).
- Tradicionais conservadores: os membros deste grupo (o mais comum) tendem a favorecer uma ordem de serviço livremente baseado em Isaías, capítulo 6: imputação de louvor, confissão dos pecados, adoração, ofertório, leitura e pregação das Escrituras, ministração dos Sacramentos do Batismo e Ceia do Senhor. Hinos tradicionais pertinentes e/ou cânticos modernos podem ser inserido, antes, durante ou depois de cada parte do serviço. A seção de adoração é muitas vezes substituída por uma seleção de louvor e coros de adoração liderados por uma banda de música moderna. Conservadores da velha escola normalmente evitam o uso de liturgias responsivas, formas conjuntivas de oração, credos, o ano litúrgico da igreja e Lecionários (exceto para a comemoração do Natal e da Páscoa), evitam também vestido diferente para os ministros e oficiais da igreja, salvo raros ministros que optam por vestir o manto de Genebra, sem estolas. Exemplos: Primeira Igreja Presbiteriana de Goiânia e Capela Presbiteriana de Goiânia.
- Evangélicos carismáticos: o grupo que mais cresce, a favor de uma forma de liturgia contemporânea e livre. Estruturalmente, o culto é composto de três ou quatro partes: canções de louvor e adoração, leitura e pregação das Escrituras, os Sacramentos do Batismo e da Ceia do Senhor e Bênção. A maioria dos outros atos de adoração são mais ou menos organicamente incluído no tempo de louvor e adoração, liderado pelo ministro da igreja ou o principal vocalista da banda louvor. A segunda seleção de louvor e canções de adoração podem ser incluídos depois do sermão por uma chamada ao altar ou se os sacramentos estão para ser ministrados. Algumas práticas presentes neste grupo, como o uso da dança e coreografia, estão em desacordo com as deliberações do Supremo Concílio.[69] Exemplos: Oitava Igreja Presbiteriana de Belo Horizonte e Igreja Presbiteriana Central de Londrina.
- Tradicionais históricos: são um grupo que consiste principalmente de jovens ministros de um fundo mais acadêmico, geralmente em pequenas congregações, que conduzem experimentos em trazer a IPB em direção a uma posição mais tradicional. Eles procuram estabelecer uma maior catolicidade na prática do culto presbiteriano, recuperando o uso de liturgias responsivas, ladainhas, as formas estabelecidas de intercessão e oração, a observância do Ano Litúrgico para a igreja e uso do Lecionário Comum Revisado. Seus ministros são geralmente mais inclinados a usar trajes distintos, tais como camisas clericais, roupões de Genebra ou mesmo alvas, com estolas. Eles geralmente também empregam corinhos dentro do contexto da ordem de serviço. Mesmo que a aplicação prática de um projeto como este normalmente enfrente alguma resistência e exige um certo grau de compromisso, sua liturgia ideal é algo próximo dos serviços dominicais das igrejas presbiterianas estadunidenses. Algumas práticas desse grupo, como o uso das cores litúrgicas e paramentos como a Coroa do Advento estão em desacordo com as deliberações do Supremo Concílio, que considerou essas práticas “romanistas”.[70] Exemplos: Catedral Presbiteriana do Rio de Janeiro e Igreja Presbiteriana de Botafogo, no Rio de Janeiro.
- Neopuritanos: o menor grupo dentro do IPB, optam por levar o seu culto de acordo com o Diretório de Westminster do Culto Público, em vez de os Princípios da Liturgia. A ordem de culto é geralmente próximo ao praticado pelos conservadores da velha escola, com exceção de três diferenças: a única música empregada no culto público são salmos cantados congregacionalmente, a capella;[71] as mulheres não estão autorizadas a falar, ensinar ou orar em serviços públicos nem na Escola Dominical, exceto se não houver homens presentes;[72] e nenhuma festa do ano é observada na igreja, nem mesmo o Natal e a Páscoa.[73][74] As práticas de tal já foram condenadas pela denominação, que havia as considerando como "práticas estranhas" e sem base bíblica.[75] Todavia, em 2022, na "Carta Pastoral Sobre Práticas Chamadas Neopuritanas", a denominação reconhece a liberdade de igrejas quanto à prática da salmodia exclusiva ou não, bem como quanto ao uso de instrumentos e grupos de louvor. No mesmo ano, tornou-se também oficial a decisão que proibiu a pregação de mulheres em culto público.[55] Exemplos: Igreja Presbiteriana de Herança Reformada em Salvador.

## Relações inter-eclesiásticas internacionais

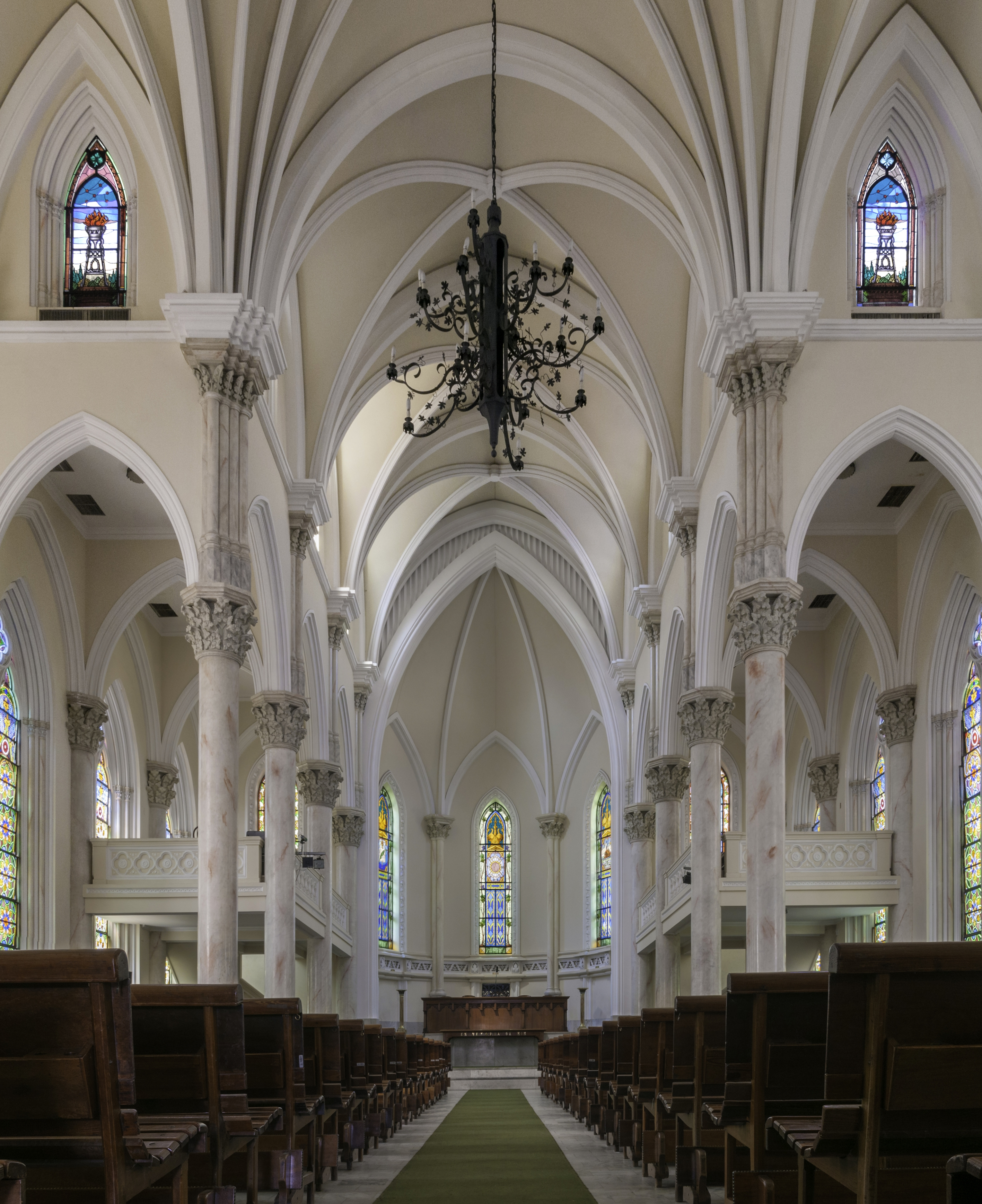
Interior da Catedral Presbiteriana do Rio de Janeiro.

Em 2022, a Igreja Presbiteriana do Brasil declarou os seguintes níveis de comunhão:
Nível 1: Contato ecumênico (igrejas reformadas com as quais a IPB mantém relações iniciais e diálogos ou acordos e parcerias limitados):
- Igreja Presbiteriana da Austrália (Presbyterian Church of Australia)
- Igreja Presbiteriana Westminster da Austrália (Westminster Presbyterian Church of Australia)
- Igreja Presbiteriana Livre Aashish do Nepal (Aashish Presbyterian Free Church in Nepal)
- Igreja Presbiteriana do Chile
- Igreja Presbiteriana de Moçambique
- Igreja Presbiteriana no Paraguai (Iglesia Presbiteriana en Paraguay)

Nível 2: Relacionamento correspondente (Igrejas que, após os contatos iniciais, reconhecem-se mutuamente em termos confessionais, e vislumbram o possível aprofundamento da relação):
- Igreja Presbiteriana de Angola
- Igreja Presbiteriana Reformada da Europa Central e Oriental
- Igrejas Reformadas Libertadas - Holanda (Gereformeerde Kerken Nederland)[nota 3]

Nível 3: Igrejas irmãs com relações fraternais com comunhão eclesiástica plena:
- Igreja Presbiteriana Ortodoxa - Estados Unidos(Orthodox Presbyterian Church)
- Igreja Presbiteriana Evangélica (EUA) - Estados Unidos (Evangelical Presbyterian Church)
- Igreja Presbiteriana na América - Estados Unidos (Presbyterian Church of America)
- Igreja Presbiteriana Nacional do México (Iglesia Presbiteriana Nacional de Mexico)
- Igrejas Reformadas na África do Sul - África do Sul (Reformed Churches in South Africa)
- Igreja Presbiteriana da Coreia (HapDong) (Presbyterian Church of Korea)
- Igreja Presbiteriana da Graça da Nova Zelândia (Grace Presbyterian Church)

Organizações: A IPB é membro da Fraternidade Latino-Americana de Igrejas Reformadas (Confraternidad Latinoamerica de Iglesias Reformadas) e Fraternidade Reformada Mundial (World Reformed Fellowship).
Além das igrejas supracitadas, que já possuem algum nível de comunhão com a IPB, a Igreja Cristã Presbiteriana de Portugal foi convidada para enviar delegados para a reunião do seu Supremo Concílio em 2010.
Em 2022, a Igreja Presbiteriana do Iraque enviou representante para o Supremo Concílio da Igreja Presbiteriana do Brasil.

## Relação com denominações brasileiras

#### Igrejas recebidas
A IPB não tem contato ecumênico com nenhuma igreja brasileira oficialmente. Todavia, uma política de aproximação de outras denominações reformadas menores, sobretudo igrejas étnicas, provocou a união de congregações que anteriormente eram independentes, como a Igreja Central Evangélica Armênia de São Paulo, e igrejas ligadas a denominações no exterior, como a Igreja Evangélica Suíça de São Paulo, que até 2016 integrava a Igreja Reformada Suíça.

#### Igrejas Evangélicas Reformadas no Brasil
As Igrejas Evangélicas Reformadas no Brasil, uma denominação reformada de tradição holandesa, tem acordo de cessão bilateral de ministros com a Igreja Presbiteriana do Brasil, desde a década de 1990. A denominação teve contato com a IPB com quem realizou trabalhos missionários no Estado do Paraná.

#### Outras denominações presbiterianas
Não existe comunhão oficial entre a IPB, Igreja Presbiteriana Independente do Brasil (IPIB) e Igreja Presbiteriana Conservadora do Brasil (IPCB). Entretanto, em 2010, a IPIB e IPCB foram formalmente convidadas a enviar delegados à reunião do seu Supremo Concílio e ambas as denominações enviaram delegados.

### Relações vedadas
A IPB não adere ao Ecumenismo e é contra qualquer contato ecumênico com religiões não cristãs, bem como com a Igreja Católica Apostólica Romana, e ramos cristãos fora do Protestantismo. A IPB apenas possui contatos ecumênicos com outras denominações reformadas, mas reconhece como irmãs a maioria das denominações evangélicas. Do mesmo modo não aceita relações intereclesiásticas com igrejas e organizações que defendam o Liberalismo Teológico ou casamento entre pessoas do mesmo sexo.
Em 2010, a Igreja Presbiteriana do Brasil declarou que não reconhece como igrejas genuinamente evangélicas a Igreja Universal do Reino de Deus e a Igreja Mundial do Poder de Deus. Em 2014 o mesmo foi declarado sobre a Igreja Verbo da Vida. No Supremo Concílio de 2022, a denominação também declarou não reconhecer como genuinamente evangélicas a Congregação Cristã no Brasil e Igreja Presbiteriana Unida do Brasil (IPU). Desde então membros vindas de tais denominações devem ser recebidas na IPB por batismo e profissão de fé, tal como ocorre na conversão de não-evangélicos. A única exceção à regra é a recepção de membros vindos da IPU, cujos conselhos das igrejas locais ou presbitérios podem optar pela recepção por profissão de fé e batismo ou apenas por profissão de fé.
Em 2018 o Supremo Concílio da Igreja Presbiteriana do Brasil declarou que a Igreja Puritana Reformada no Brasil é uma denominação reformada, mas sectarista e divisionista, recomendando a todos os pastores e concílios que não estabelecessem nenhuma relação eclesiástica com esta denominação.

### Aliança Cristã Evangélica Brasileira
Em 2018, o Supremo Concílio (SC) da Igreja Presbiteriana do Brasil recebeu formalmente o convite de adesão à Aliança Cristã Evangélica Brasileira (ACEB), mas julgou que era incompatível com seus padrões confessionais a participação na referida aliança e não atendeu ao convite.

## Demografia
| Ano  | Igrejas | Membros |
| ---- | ------- | ------- |
| 1906 | 77      | 6.500   |
| 1910 | 150     | 10.000  |
| 1957 | 489     | 161.391 |
| 2004 | 4.241   | 473.598 |
| 2005 | 3.912   | 501.259 |
| 2006 | 4.033   | 516.762 |
| 2007 | 4.078   | 522.679 |
| 2008 | 4.237   | 542.938 |
| 2009 | 4.346   | 556.962 |
| 2010 | 4.488   | 575.124 |
| 2011 | 4.581   | 587.105 |
| 2012 | 4.674   | 599.087 |
| 2013 | 4.770   | 611.313 |
| 2014 | 4.867   | 623.789 |
| 2015 | 4.967   | 636.520 |
| 2016 | 5.068   | 649.510 |
| 2020 | 5.331   | 691.454 |
| 2021 | 5.420   | 702.947 |

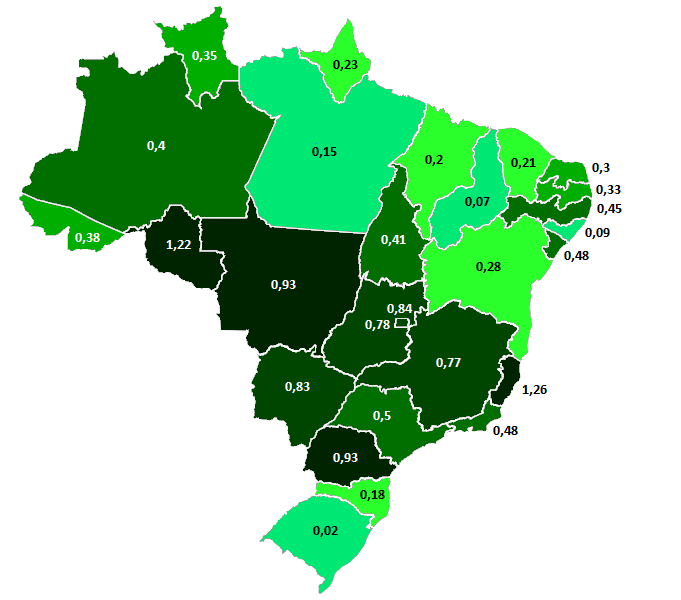
Percentual de presbiterianos por estado no Brasil (2010)

A Igreja Presbiteriana do Brasil estimou 540.000 membros em 2005, em 4.800 igrejas e congregações.
Em 2010 o Censo do Instituto Brasileiro de Geografia e Estatística constatou que 921.209 pessoas declaram-se presbiterianas, dentre os quais, a maioria é membro da IPB.
Em 2016, as estatísticas da IPB contaram 649.510 membros em 5.068 igrejas e congregações. Assim sendo, entre 2004 e 2016, a denominação teve um crescimento de 37,14%. No mesmo período a população brasileira cresceu 10,69%, de modo que a IPB teve no período registrado um crescimento quase 4 vezes maior que a população em geral.
Em 2021, a denominação estimou ter 702.947 membros e 5.420 igrejas e congregações. Assim sendo, a IPB cresceu 8,22% no seu número de membros entre 2016 e 2021. No mesmo período, a população brasileira cresceu 3,97%.
Os estados de Rondônia e Espírito Santo são os que apresentam o maior percentual de presbiterianos, cerca de 1,2% da população. Os estados do Rio Grande do Sul e Piauí são os com o menor percentual, com menos de 0,1% da população identificando-se como presbiterano. Por causa disso a igreja tem investido em missões no estado sulista e já relata crescimento na região, além disso implementou missões no estado nordestino.
Entre os municípios, destaca-se Palestina de Goiás, em que 10,2% da população é presbiteriana e Alto Caparaó em que 24,2% da população é presbiteriana.

### Igrejas étnicas
A Igreja Presbiteriana do Brasil tem buscado aproximar das minorias étnicas no Brasil promovendo missões específicas para povos indígenas, chineses, árabes, ciganos e hispânicos. Em 2014 a igreja recebeu vários imigrantes sírios refugiados da guerra civil.
Existem, atualmente, igrejas étnicas minoritárias federadas a como a Igreja Central Evangélica Armênia de São Paulo, fruto da migração de armênios para o Brasil, a Igreja Evangélica Suíça de São Paulo, formada por imigrantes suíços (hoje denominada Igreja Presbiteriana do Campo Belo), igrejas presbiterianas coreanas e comunidades presbiterianas para imigrantes haitianos.

### Perfil dos membros
Denominações Presbiterianas no Brasil (2021)
Segundo dados do Censo realizado pelo Instituto Brasileiro de Geografia e Estatística em 2010, 55,99% da população presbiteriana era de mulheres e 44,01% eram homens. 92,68% do presbiterianos residiam no meio urbano e 7,32% no meio rural. 57,70% dos presbiterianos eram brancos, 35,54% eram pardos , 4,92% negros, 1,24% amarelos e 0,57% indígenas. Assim sendo, a população presbiteriana tem o percentual de brancos 10% maior que a média nacional, além de ter também amarelos e indígenas com maior representação, enquanto que o percentual de pardos e negros é inferior a mesma média.
Nos demais assuntos o Censo agrupou os presbiterianos com os demais protestantes históricos. No quesito sobre escolaridade, 14,61% do protestantes históricos tinham nível superior completo, acima da média nacional de 11,26%, da média dos católicos romanos, pentecostais, evangélicos sem denominação e pessoas sem religião.
Na renda nominal mensal, 3,12% dos protestantes históricos tinham a renda superior a 10 salários mínimos, número superior a média nacional de 3%, da média dos católicos romanos, pentecostais e evangélicos sem denominação. Não existem pesquisas específicas sobre a renda da população presbiteriana na Brasil, mas nos Estados Unidos, conforme estudo do Pew Research Center, as duas maiores denominações presbiterianas naquele país (Igreja Presbiteriana (EUA) e Igreja Presbiteriana na América) estavam entre a população com maior renda per capita, quando a pesquisa foi realizada em 2016. Além disso é um dos grupos religiosos com maior escolaridade naquele país.
Conforme as estatísticas de cada denominação presbiteriana, comparada com o número total de presbiterianos informado pelo Censo do IBGE de 2010, entre as denominações presbiterianas, a Igreja Presbiteriana do Brasil representa 72,14%; Igreja Presbiteriana Renovada do Brasil 15,81%; Igreja Presbiteriana Independente do Brasil 9,89; Igreja Cristã Presbiteriana 0,61%; Igreja Presbiteriana Conservadora do Brasil 0,44%; Igreja Presbiteriana Unida do Brasil 0,24%;[carece de fontes?] Igreja Presbiteriana Fundamentalista do Brasil 0,16%; Igreja Presbiteriana Coreana Americana0,10%; Igreja Indígena Presbiteriana do Brasil 0,07% e outras pequenas denominações presbiterianas (como a Igreja Presbiteriana Chinesa, Igreja Presbiteriana Reformada do Brasil, Igreja Presbiteriana Reformada - Presbitério de Hanover, Igreja Presbiteriana da Reformada no Brasil, Igreja Presbiteriana Pentecostal, Igreja Presbiteriana Reformada Avivada do Brasil, Igreja Evangélica Cristã Presbiteriana, Igreja Presbiteriana da Graça, Igreja Presbiteriana Viva, Igreja Cristã Presbiteriana Pentecostal, entre outras) representam 0,54% dos presbiterianos.

## Sínodos e Presbitérios

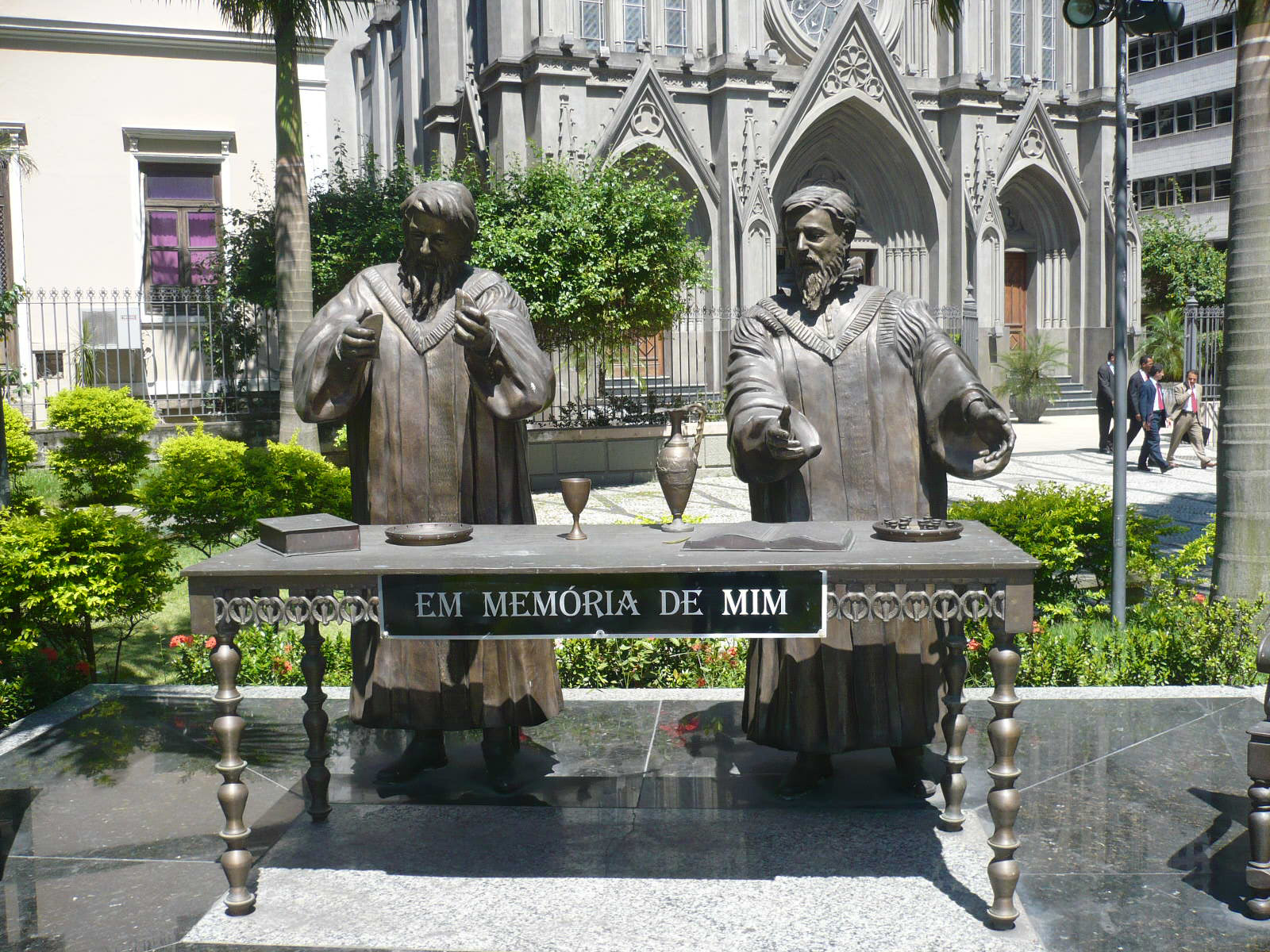
Escultura representando a primeira santa ceia protestante no Brasil, em frente à Catedral Presbiteriana, no Rio de Janeiro.

Em abril de 2025, a Igreja Presbiteriana do Brasil era formada por cerca de 94 sínodos e 390 presbitérios.

## Presidentes do Supremo Concílio da Igreja Presbiteriana do Brasil
A IPB, sendo governada por sistema conciliar, não admite a personificação desse governo. Assim sendo, os nomes elencados abaixo não se caracterizam como presidentes da IPB e sim como presidentes do concílio maior que governou ou governa a Igreja em cada época.

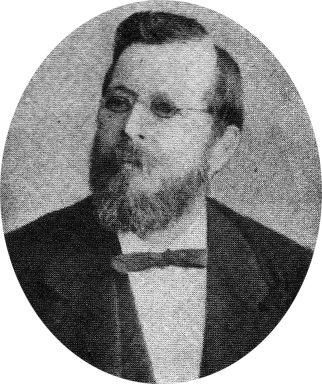
Revendo Alexander Latimer Blackford, primeiro presidente do Presbitério do Rio de Janeiro e do Sínodo do Brasil

Nos 150 anos da IPB feitos em 12 de janeiro de 2012, passaram pela presidência de seu concílio maior 39 pastores e apenas 01 presbítero. Desde a sua criação até hoje, esse concílio maior teve quatro diferentes estruturas: Presbitério do Rio de Janeiro (1865 a 1887); Sínodo do Brasil (1888 a 1910); Assembleia Geral (1910 a 1942); e Supremo Concílio (1942 até hoje).

### Atual Mesa do Supremo Concílio (2018-2022)
Como resultado da 39ª Reunião do Supremo Concílio, que aconteceu em Águas de Lindóia, entre 22 e 29 de julho de 2018, a atual liderança da Igreja Presbiteriana do Brasil é a seguinte:
| Nome                               | Cargo                |
| ---------------------------------- | -------------------- |
| Rev. Roberto Brasileiro            | Presidente           |
| Rev. Augustus Nicodemus Lopes      | Vice-Presidente      |
| Rev. Juarez Marcondes Filho        | Secretário Executivo |
| Rev. José Romeu da Silva           | Primeiro Secretário  |
| Preb. Jairo de Souza Cruz          | Segundo Secretário   |
| Presb. Marco Aurélio Ribeiro       | Terceiro Secretário  |
| Presb. George Santos Almeida       | Quarto Secretário    |
| Preb. José Alfredo Marques Almeida | Tesoureiro           |

## Missões
A Igreja Presbiteriana do Brasil possui diversas autarquias missionárias, destacam-se a Agência Presbiteriana de Missões Transculturais e Junta de Missões Nacionais.
A Missão Evangélica Caiuá que trabalha entre indígenas também é um trabalho da IPB.
Pelo trabalho da Agência Presbiteriana de Missões Transculturais (APMT) foram fundadas várias denominações presbiterianas no mundo, como a Igreja Evangélica Presbiteriana da Espanha, Igreja Presbiteriana da Bolívia, Igreja Presbiteriana no Paraguai, Igreja Presbiteriana do Uruguai, Igreja Presbiteriana da Guiné-Bissau, Igreja Presbiteriana de Angola, Igreja Presbiteriana na Itália, Igreja Reformada Presbiteriana na Índia, e Igreja Presbiteriana do Panamá.
O trabalho da APMT também possibilita contatos missionários com várias outras igrejas como a Igreja Presbiteriana Internacional, Igreja Evangélica Presbiteriana na Inglaterra e no País de Gales, União Nacional das Igrejas Protestantes Reformadas Evangélicas da França, Igreja Presbiteriana de Moçambique, Igreja Presbiteriana de Timor-Leste, Igreja Cristã Presbiteriana de Portugal, Igrejas Reformadas da Espanha, Igreja Presbiteriana Reformada da Europa Central e Oriental, Igreja Evangélica Presbiteriana e Reformada no Peru, Igreja Presbiteriana de Aotearoa Nova Zelândia, dentre outras.

## Autarquias
- Editora Cultura Cristã
- Luz para o Caminho
- Rede Presbiteriana de Comunicação
- Acampamento Presbiteriano de Ceres (APC)

## Instituições Educacionais e de Formação Ministerial
A Igreja Presbiteriana do Brasil (IPB) mantém diversas instituições educacionais e de formação ministerial em todo o país. Essas instituições visam proporcionar educação de qualidade e preparo para o ministério religioso. Algumas delas incluem institutos de educação, escolas e universidades, como o Instituto Presbiteriano Mackenzie, associações educacionais como a Associação Nacional das Escolas Presbiterianas (ANEP) e seminários teológicos como o Seminário Teológico Presbiteriano Reverendo Ashbel Green Simonton.
Em 2018, o Supremo Concílio da IPB determinou que os candidatos ao ministério religioso deveriam ser enviados apenas aos seminários oficiais da denominação, embora outras instituições idôneas também possam ser reconhecidas para aproveitamento de disciplinas.